# Жарикова Валентина Євдокимівна
Валентина Євдокимівна Жарикова (нар. 20 квітня 1946, місто Ленінськ-Кузнецький Кемеровської області, тепер Російська Федерація) — українська радянська діячка, токар Дружківського заводу газової апаратури і кранів Донецької області. Депутат Верховної Ради УРСР 9—10-го скликань.

## Біографія
Освіта середня.
У 1963—1966 роках — технічний працівник народного суду міста Ленінська-Кузнецького Кемеровської області РРФСР.
У 1966—1967 роках — гайконарізувальниця заводу металовиробів (метизного заводу).
З 1967 року — токар Дружківського заводу газової апаратури і кранів Донецької області.
Потім — на пенсії в місті Дружківці Донецької області.

## Нагороди
- орден Трудової Слави ІІІ-го ст. (1981)
- медалі